# Chants de l'Emmanuel
Les chants de l'Emmanuel constituent un répertoire de chants composés depuis 1975 par la Communauté de l'Emmanuel.

## Historique
Dès les débuts de l'Emmanuel, en 1975, les premiers membres des groupes du Renouveau charismatique catholique recherchent des chants pour élaborer un répertoire pour la liturgie et les groupes de prière. Un premier carnet est constitué de chants venant des communautés charismatiques des États-Unis, de quelques chants de paroisse (par exemple Lucien Deiss), de chants byzantins, et de chants issus du répertoire du Père André Gouzes qui créait, à la même époque, la Liturgie Chorale du Peuple de Dieu[réf. nécessaire]. En parallèle, les membres de la jeune communauté se mettent à composer de manière spontanée. Il s'agit d'Élisabeth Baranger (+), Gilles du Boulay (+), Charles-Éric Hauguel, Jean-Marc Morin, Bruno Pouzoullic, Michel Penhard et son épouse Marie-Françoise, ou encore de Jean-François Léost. La diffusion de ces chants s'est effectuée, au début, par le biais de cassettes audio, de carnet de chants et de recueils de partitions à très bon marché pour l'époque[réf. nécessaire]. Mais aussi par le bouche à oreille, par tradition orale et vocale[réf. nécessaire].
À la fin du XXe siècle et au début du XXIe siècle, les chants de l'Emmanuel se sont progressivement insérés dans les répertoires paroissiaux. Les chants apparaissaient régulièrement lors des sessions internationales de Paray-Le-Monial, de grands rassemblements comme les Journées Mondiales de la Jeunesse (JMJ) ou encore à l'occasion de messes radiodiffusées ou télévisées. Ils constituent désormais une part significative du répertoire liturgique francophone[réf. nécessaire].
En 2018 le nom change en Emmanuel Music. L'internationalisation avance en 2019 avec le dépôt de marques dans des langues étrangères[réf. nécessaire].

## Critique
Les chants de l'Emmanuel ont été vivement critiqués, dans les premières années, par les musiciens du Centre national de pastorale liturgique (CNPL) et par la plupart des délégués diocésains de pastorale liturgique et sacramentelle[réf. nécessaire]. La communauté affirme qu'il était reproché à ses chants d'avoir été composés par de simples laïcs et non par des clercs. Les critiques d'ordre musicologique perdurent encore très largement aujourd'hui, notamment parmi les organistes professionnels. De fait, de nombreux chants de l'Emmanuel présentent des erreurs de débutant dans les enchaînements d'accords, la conduite des voix ou la prosodie,[source insuffisante].

## Discographie - collectionIl est vivant!
La collection Il est vivant, comprend dans les années 2020 plus d'une soixantaine de CD - originaux ou de compilations. Elle regroupe tous les chants de la Communauté de l'Emmanuel composés par ses membres, et quelques autres pièces adoptées. Les premiers albums ont pris la forme de cassettes audio, avant d'être réédités en CD. Une application disponible sur smartphones et tablettes permet d'avoir accès à l'intégralité du répertoire. Les chants sont également disponibles en téléchargements audio[réf. nécessaire].
Depuis l'origine, les chants sont interprétés et enregistrés par des choristes issus des différentes chorales, paroisses et groupes de prière de l'Emmanuel. À partir de 2002, de nombreux albums sont interprétés sous la direction de Thierry Malet, en collaboration avec l'Orchestre Philharmonique de Prague,.
Ce répertoire connaît un début de notoriété. Il est maintenant accepté et utilisé dans la plupart des diocèses de France et d'Europe[réf. nécessaire], également en Égypte. Il est, comme ceux de la Communauté de Taizé et des Sanctuaires de Lourdes, diffusé dans ces pays et adapté localement[réf. nécessaire].

### Albums
Albums numérotés :
1. Je suis venu pour la vie
2. Mon âme exalte le Seigneur
3. Magnifique est le Seigneur
4. Vêpres et laudes à Paray-le-Monial
5. Messe de Rangueil - Frère André Gouzes
6. Je suis venu pour la vie (n°1 avec orchestration)
7. Seigneur, je crie vers toi
8. Messe du Kadosh
9. Mon âme exalte le Seigneur(n°2 avec orchestration)
10. Magnifique est le Seigneur(n°3 avec orchestration)
11. Tournez les yeux vers le Seigneur
12. Oui, le Seigneur est notre joie
13. Soyons toujours joyeux
14. Debout, resplendis
15. Chante, chante l'amour du Seigneur
16. Éclate en cris de joie
17. Lourdes 1986 - Enregistrement Live
18. Béni soit le Seigneur
19. Chants à Marie
20. Joyeuse lumière - Chants liturgiques et Vêpres de la Nativité
21. J'exulte de joie dans le Seigneur
22. Venez, chantons notre Dieu (1991)
23. Jésus est le chemin (1991)
24. En toi, j'ai mis ma confiance (1991)
25. Christ est ressuscité - Messe de la Résurrection et Chants liturgiques (1992)
26. Chants internationaux
27. Louange à toi, notre Dieu (1996)
28. Messes de l'Emmanuel no 1 (1996)
29. Louez la bonté du Seigneur, (1996)
30. Musiques pour prier no 1 (1997) : instrumentaux
31. Il a changé nos vies (juin 1997)
32. Viens, Esprit Saint (juin 1998)
33. Alléluia, Christ est ressuscité (juin 1998)
34. Exultez de joie - Jubilé 2000 (juillet 1999)
35. Musiques pour prier no 2 (1999) : instrumentaux
36. À toi, Dieu, notre louange (juillet 2000)
37. Jésus, toi qui as promis (juillet 2001) avec la chorale Music & Mission.
38. Lumière du monde - Sel de la terre (juillet 2002) avec la chorale Music & Mission, et la participation de l'Orchestre philharmonique de Prague.
39. De la mort à la vie (juillet 2003) : Chants de la Semaine Sainte avec la chorale de Music & Mission, et la participation de l'Orchestre philharmonique de Prague.
40. Source de toute joie (juillet 2004) : participation de l'Orchestre philharmonique de Prague.
41. Je veux te glorifier (juillet 2005) : participation de l'Orchestre philharmonique de Prague.
42. Adorez-le (juin 2006) : prix des libraires Siloé 2007, participation de l'Orchestre philharmonique de Prague.
43. Que vienne ton règne (juillet 2007) : participation de l'Orchestre philharmonique de Prague.
44. Ô Esprit de feu (juillet 2008) : Chants à l'Esprit Saint n°2 avec l'Orchestre Philharmonique de Prague.
45. Musiques pour prier no 3 (juillet 2008) : Instrumentaux avec l'Orchestre philharmonique de Prague.
46. Emmanuel, Dieu avec nous (juillet 2008) : Chorale de la Communauté de l'Emmanuel, avec l'Orchestre Philharmonique de Prague.
47. Piano Variations (août 2009) : Album instrumental, par Thierry Malet.
48. À la gloire du Père (août 2009)
49. Voici le jour du Seigneur (décembre 2010)
50. Musiques pour prier n°4 (septembre 2010)
51. Éveille-toi ! (juin 2010)
52. Chants à Marie (décembre 2011)
53. Best of louange (2011) : compilation double-CD
54. Par toute la terre (2012)
55. Priez, ouvrez vos cœurs (juillet 2012)
56. Bienheureux (2014)
57. Best of louange n°2 (2015) : compilation double-CD
58. Musiques pour prier n° 5 - Symphonie pour Dieu (2016)
59. Éternelle est ta miséricorde (2016)
60. Lumière dans nos vies, Emmanuel (2017)
61. Best of Avent & Noël (2017) : compilation double-CD
62. Best of Carême & Pâques (2018) : compilation double-CD
63. Nous croyons (2018)
64. Saint est son nom (2019)
65. Ton peuple te célèbre (2019)

Albums non numérotés :
- Chants pour la liturgie et la prière (2000)
- Antiennes (2005) : 3 CD didactiques
- He is alive ! (1990) - Rejoice ! (2005) - Mercy (2017) : Les chants de l’Emmanuel en version anglaise : Emmanuel Music English.
- Semence d'éternité - Chants d'assemblée (2006) : Coproduit par les Éditions de l'Emmanuel et Théopolis.
- Le mariage - Préparez votre célébration (2007) : CD + CD-rom, série Le temps de la vie.
- Venez, crions de joie ! (2007) : 4 CD apprentissage enfants.
- Tirés des eaux (2008) : série Pop louange.
- Alegria - international album (2010) : chants pour les JMJ Madrid 2011

### Partitions
Pour presque chaque album musical existe un recueil de partition associé. Des recueils supplémentaires ont été publiés, compilations thématiques et intégrales:
- Antiennes et Messes - Il est vivant (décembre 2002) : 208 pages de chants liturgiques.
- Livret de partitions - Il est vivant - Semaine Sainte (janvier 2004) : 144 pages de partitions pour l'animation liturgique.
- Le Mariage : Ils ne feront plus qu´un - Partitions pour l´animation liturgique (mai 2004) : 48 pages pour préparer le mariage, dont 22 chants.
- Best of - sélection de chants de l´ Emmanuel (octobre 2004) : 212 pages, une sélection parmi les 15 volumes de partitions actuelles, pour la prière, la louange et la liturgie.
- Carnet de Chants pour enfants ”il est vivant” (juillet 2005) : 252 pages de chants, partitions, et dessins à colorier.
- L´intégrale de partitions - il est vivant (juillet 2006) : classeur de 464 partitions sélectionnées dans les 15 premiers livrets de partitions. Ce classeur est destiné à être complété par les nouvelles parutions. En juillet 2007, une première recharge de partitions a été publiée.
- Carnet de Chants - Il est vivant (août 2013) :  chants regroupés par thèmes.
- Carnet de Chants - Il est vivant (juillet 2018) : chants regroupés par thèmes
- Chanter la Messe - Il est vivant (décembre 2018) : un recueil regroupant des antiennes de psaume, ordinaires de messe, acclamations, Notre Père, litanies de saints...